# سون یوجون
سون یوجون (انگلیسی: Sun Yujun؛ زادهٔ ۳۰ ژانویهٔ ۱۹۸۷) بازیکن زن واترپلو اهل چین است.
وی در مسابقات کشوری و بین‌المللی در مجموع برندهٔ ۲ مدال طلا، ۱ مدال نقره، ۱ مدال برنز شده است.